# Dangio
Dangio est un village du canton du Tessin en Suisse.

## Géographie
Ancienne commune suisse située dans le val Blenio, elle a été intégrée dans la commune d'Aquila avant de fusionner avec les communes de Campo Blenio, Ghirone, Olivone et Torre le 22 octobre 2006 pour former la commune de Blenio.

## Caractéristiques
Caractérisé par son église datant de 1742, ce village est le point de départ pour l'ascension du Rheinwaldhorn, glacier culminant à 3 402 mètres d'altitude, via le val Soja (ou val Soi).
À proximité de l'église, la « villa Assunta » a accueilli les séjours annuels de Louis Aureglia-Cima, originaire du village.

## Économie
L'économie locale était autrefois assurée par la chocolaterie Cima Norma, dont l'usine a été fermée en 1968. Depuis lors, le développement du village s'est ralenti, les commerces ne survivent pas avec notamment la construction d'une voie de contournement entre Torre et Aquila en 1989.